# Krasnaja Polana (rejon miedwieński)
Krasnaja Polana (ros. Красная Поляна) – chutor w zachodniej Rosji, w sielsowiecie niżnierieutczanskim rejonu miedwieńskiego w obwodzie kurskim.

## Geografia
Miejscowość położona jest nad Miedwienką (zwaną także Miedwienskij Kołodieź) (lewy dopływ rzeki Połnaja w dorzeczu Sejmu), 13 km od centrum administracyjnego sielsowietu (Niżnij Rieutiec), 4 km na wschód od centrum administracyjnego rejonu (Miedwienka), 33 km na południe od Kurska, 4,5 km od drogi magistralnej (federalnego znaczenia) M2 «Krym».
W chutorze znajduje się 18 posesji.
Klimat
Miejscowość, jak i cały rejon, znajduje się w strefie klimatu kontynentalnego z łagodnym ciepłym latem i równomiernie rozłożonymi opadami rocznymi (Dfb w klasyfikacji klimatów Köppena).

## Demografia
W 2010 r. chutor zamieszkiwało 9 osób.